# Dichocarpum basilare
Dichocarpum basilare là một loài thực vật có hoa trong họ Mao lương. Loài này được W.T.Wang & P.K.Hsiao mô tả khoa học đầu tiên năm 1964.